# Північна Країна Басків

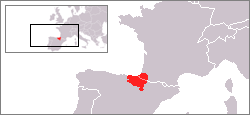
Розташування Басконії

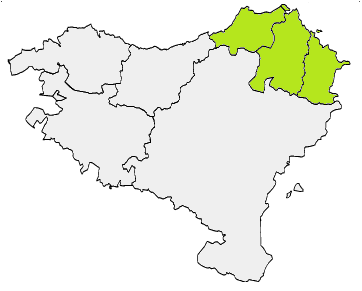
Північна Країна Басків позначена зеленим кольором

Францу́зька Краї́на Ба́сків або півні́чна Краї́на Ба́сків (фр. Pays basque français, баск. Ipar Euskal Herria, Iparralde) є північно-східною частиною Басконії або історичної області Країна Басків. Адміністративно північна Країна Басків є західною половиною французького департаменту Атлантичні Піренеї. Східну половину департаменту займає Беарн. На північ від французької Країни Басків розташований французький департамент Ланди, на захід — Біскайська затока, а на південь — іспанська Країна Басків. Площа французької Країни Басків становить 2 869 км². На відміну від іспанської Країни Басків, зокрема таких індустріалізованих провінцій, як Біскайя і Гіпускоа, французька частина лишається значною мірою аграрною, за винятком міської агломерації Байонна-Англет-Біарриц, населення якої становить близько 40 % населення всієї північної Країни Басків. Важливим джерелом прибутку для регіону є туризм, зокрема в містах, розташованих на березі моря (Біарриц тощо).
Баски розглядають північну Країну Басків як об'єднання трьох історичних провінцій, розташованих на північному сході історичної області Країна Басків:
- Лапурді або Лабур (баск. Lapurdi, фр. Labourd), площа 800 км²;
- Нижня Наварра (баск. Nafarroa Beherea, фр. Basse-Navarre), площа 1 284 км²;
- Субероа або Суль (баск. Zuberoa, фр. Soule), площа 785 км².

Баскська назва регіону — Ipar Euskal Herria або Iparralde ('Північ'), іспанська частина Басконії відповідно називається Hego Euskal Herria або Hegoalde ('Південь').
У 2006 р. регіон нараховував 280 266 жителів, з них 234 845 (83,8 %) — у Лапурді, 30 333 (10,8 %) — у Нижній Наваррі і 15 088 (5,4 %) — у Субероа.
Згідно з опитуванням, проведеним у 2006 р., 22,5 % жителів французької Країни Басків були двомовними (вільно володіли і французькою і баскською), 8,6 % розуміли баскську і 68,9 % не розуміли баскської мови. Однак результати дуже різняться залежно від регіону: у Нижній Наваррі і Субероа 66,2 % розмовляють або розуміють баскську; у міській агломерації Байонна-Англет-Біарриц лише 14,2 % розмовляють баскською чи розуміють її; на решті території Лапурді таких 36,9 %. Частка баскомовних жителів північної Країни Басків зменшилася на 3,9 % з 1996 р., коли вона була 26,4 %.
Баскський націоналістичний рух зародився у 1963 р., коли виник рух Enbata (заборонений у 1974 р.); зараз баскський націоналізм на Півночі представлений такими партіями, як Abertzaleen Batasuna, які прагнуть розділення Атлантичних Піренеїв на два департаменти: Країна Басків і Беарн. У регіоні присутні також такі націоналістичні партії, як EAJ-PNV, Eusko Alkartasuna і Batasuna, але їхній вплив є невеликим, особливо у порівнянні з іспанською Країною Басків. Ці політичні партії зазвичай набирають менш ніж 15 % голосів на місцевих виборах.
У 1980-х і 1990-х роках у північній Басконії діяла воєнізована група Iparretarrak ('північани'), яка використовувала насильство для досягнення незалежності, однак ця організація не виявляла ознак діяльності уже протягом десятиріччя.
29 січня 1997 р. регіон офіційно став одним із «країв» ('pays') Франції, тобто представницьким органом, що завідує деякими видами діяльності, але без власного бюджету.

## Історія

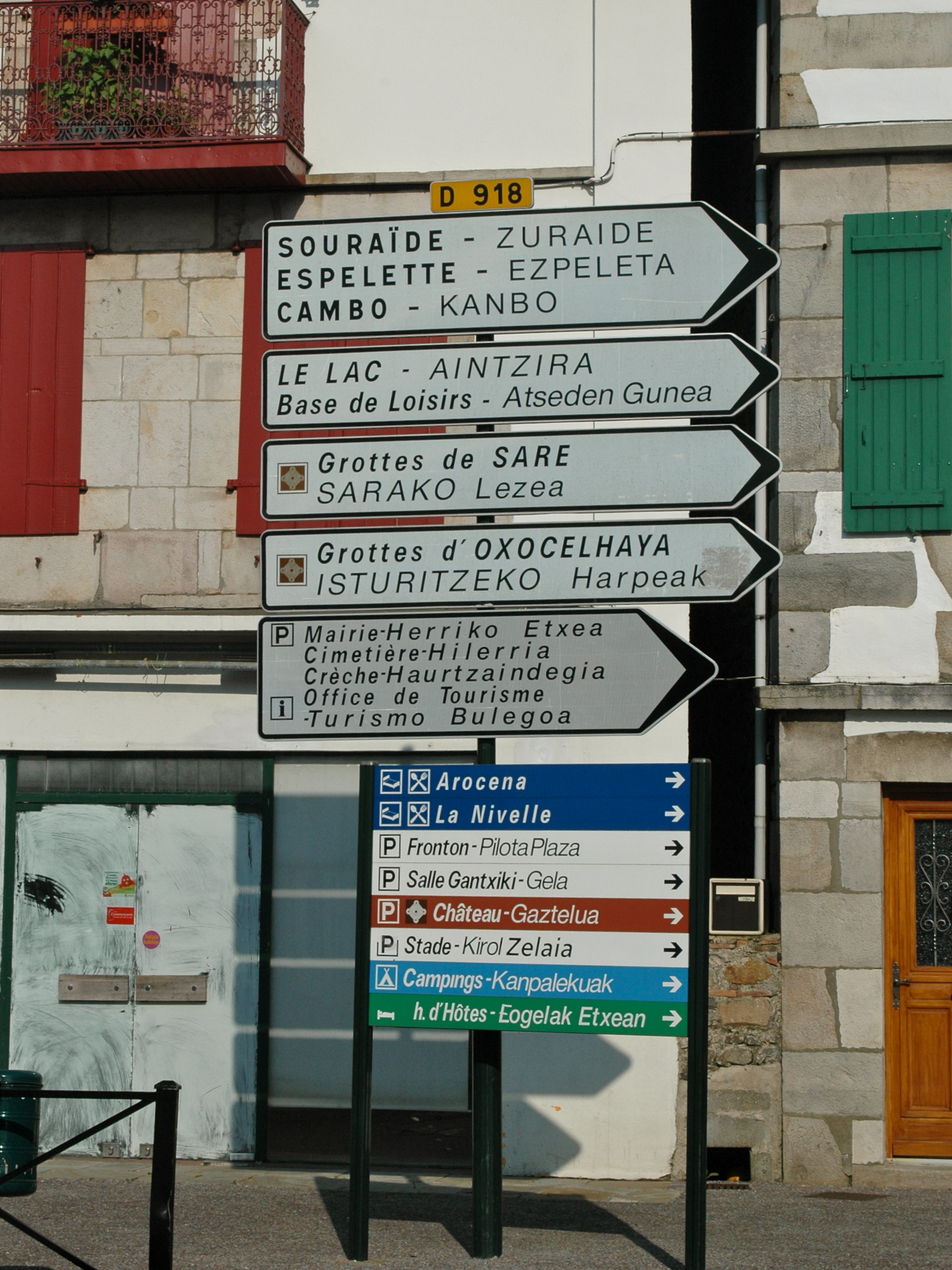
Двомовні французько-баскські знаки у Сен-Пе-сюр-Нівель.

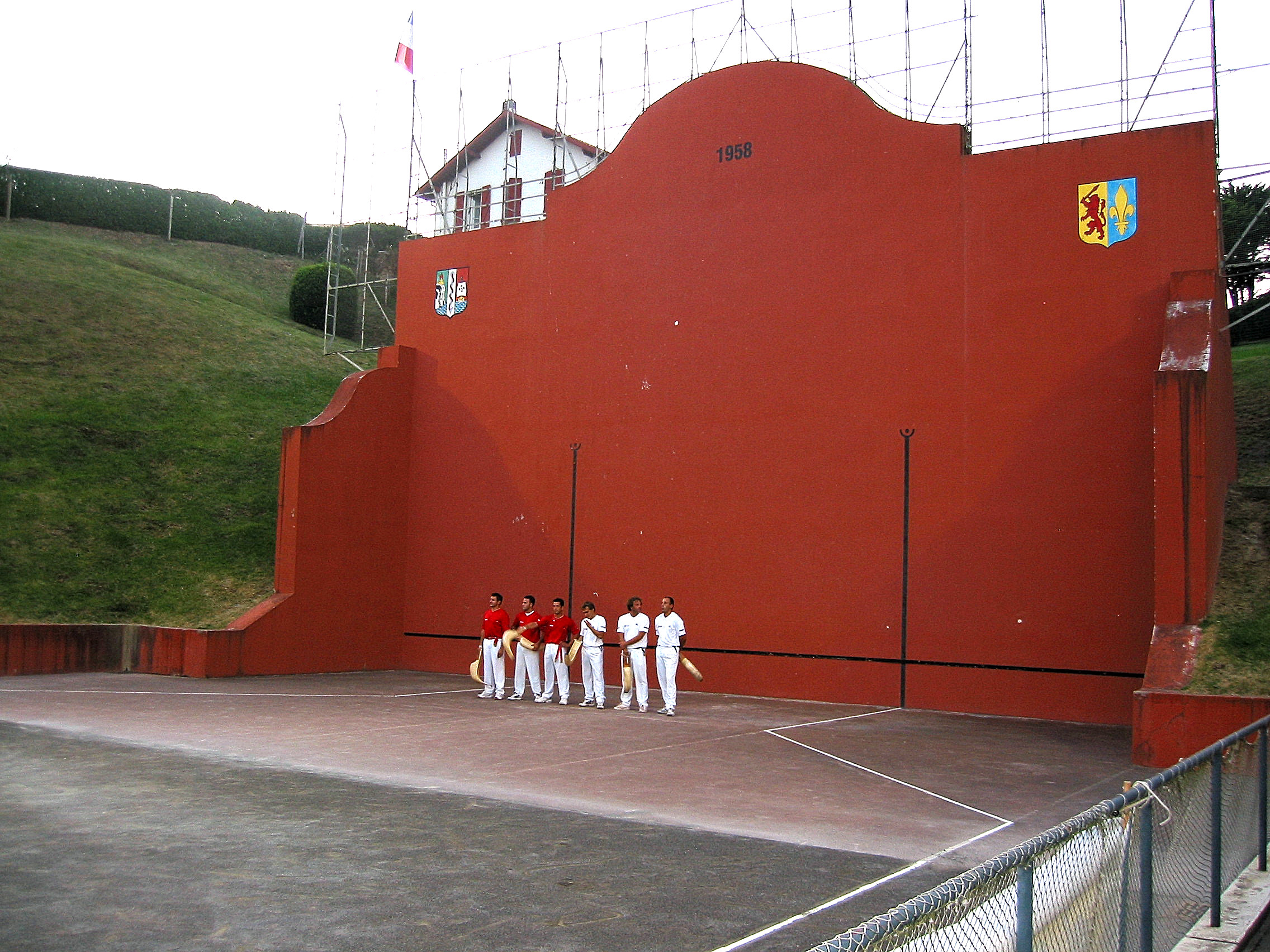
Корти для гри в баскську пелоту є у більшості сіл регіону.

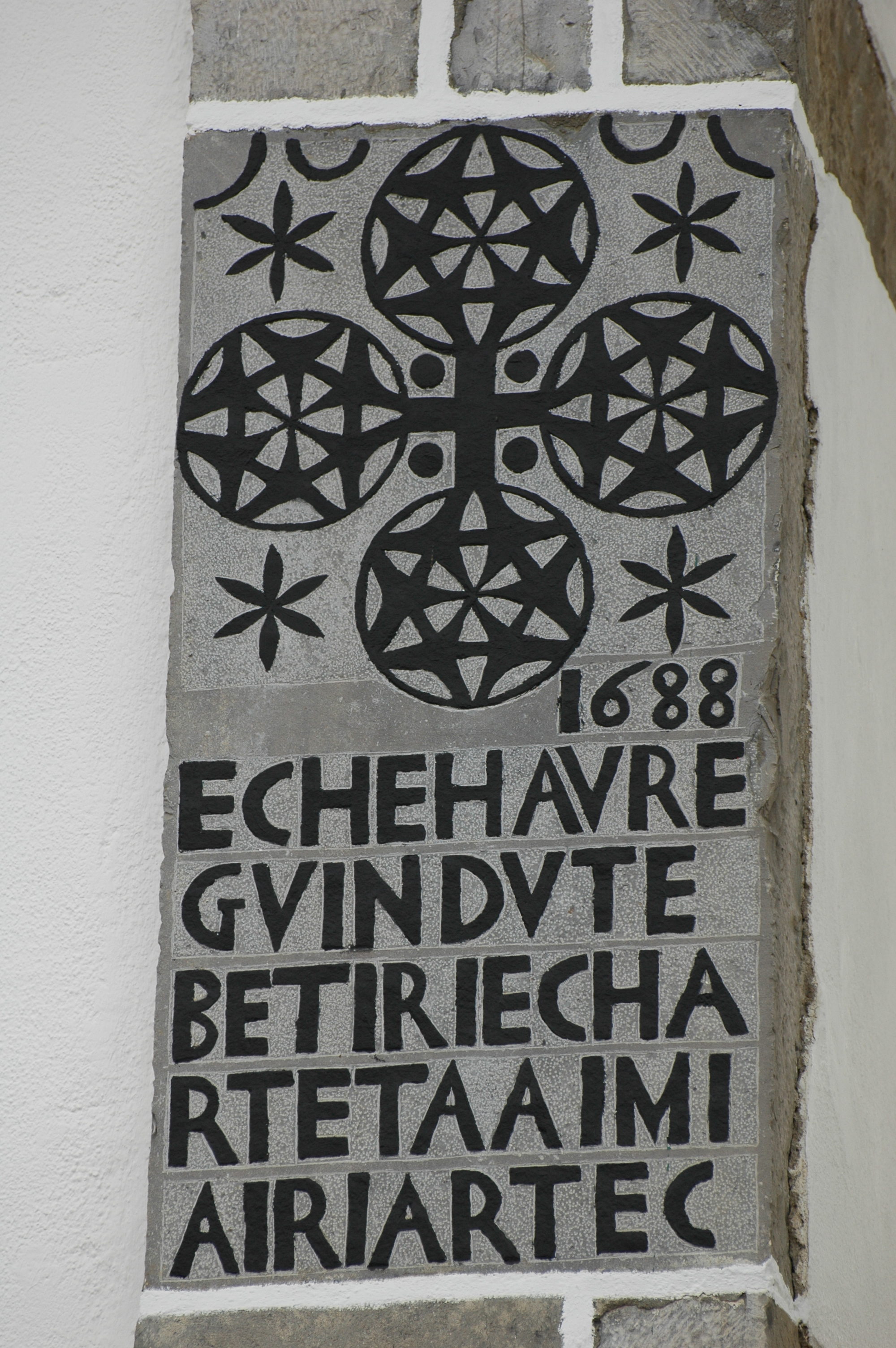
Оздоблення каменю в Армендаріці.

Північна Країна Басків довгий час була лише складовою частиною більшої території, відомої зараз як Ґасконь. Коли Цезар завоював Галлію, він зауважив, що регіон на південь і на захід від Гаронни населяв народ, відомий як аквітани, які не були кельтами і вважаються предками сучасних басків.
За часів Римської імперії край був спершу відомий під назвою 'Аквітанія'; згодом, коли назва 'Аквітанія' була поширена аж до Луари, регіон став називатися Novempopulania або Aquitania Tertia.
Після повстань басків проти римського феодалізму наприкінці IV і у V столітті регіон увійшов до складу незалежного Васконського герцогства. На початку IX століття утворилося окреме «Васконське графство».
У цей період північні баски брали участь у битвах у Ронсевальській ущелині проти франків у 778, 812 і 824 рр.
Васконський граф Санчо II Санчес знову воював з франками між 848 і 858 рр., у підсумку ставши герцогом Гасконі.
У 1020 р. Ґасконь уступила Лапурді (який тоді включав Нижню Наварру) Санчо Наваррському, який у 1023 році зробив його віконтством. Регіон був об'єктом зазіхань з боку герцогів Аквітанії до 1191 року, коли Санчо Мудрий і Річард I Левине Серце домовилися поділити спірну територію на дві частини, Лапурді відходив анжуйцям, а Нижня Наварра — Наваррі.
Тим часом утворилося незалежне віконтство Субероа, маючи як союзника проти територіальних претензій з боку Беарну Наваррське королівство, яке часом, щоправда, визнавало сюзеренітет Анжуйської династії.
Із закінченням Столітньої війни Лапурді і Субероа відійшли до французької корони як автономні провінції (pays d'êtat).
Після завоювання Верхньої Наварри Кастилією у 1512—1521 рр. Нижня Наварра, яка залишалася незалежною, очолила партію гугенотів у французьких релігійних війнах. У цей час баскською мовою була вперше перекладена Біблія. Зрештою Генріх Наваррський, перейшовши у католицизм, став королем Франції, зберігши формальну незалежність Наварри, яка була ліквідована у 1610 р.
Три провінції північної Країни Басків мали широку автономію, доки Французька революція не поклала їй край, як і повсюди у Франції, утворивши наполовину баскський і наполовину гасконський департамент Атлантичні Піренеї (Беарн, який являє собою східну половину департаменту, також був у свій час суверенною державою, приєднаною до Франції).

## Економіка
Французька Країна Басків має 29 759 компаній, 107 компаній на 1 000 мешканців. Річне економічне зростання в період між 2004 і 2006 роками становило 4,5 %.
66,2 % компаній працюють у сфері послуг, 14,5 % — у промисловому виробництві і 19,3 % — у первинному секторі (головним чином сільське господарство, агробізнес, рибальство і лісове господарство).
Хоча адміністративно північна Країна Басків є частиною департаменту Атлантичні Піренеї, вона має власну торгову палату (Chambre de commerce et d'industrie de Bayonne Pays basque).